# 서울 양천 FC
서울 양천 FC(Seoul Yangcheon Football Club) 서울특별시 양천구를 연고로 하며 홈 구장은 목동종합운동장이다. 2010년 챌린저스리그에 참가할 예정이었으나 스폰서 문제로 2011년 참가를 목표로 연기되었으나 현재 홈페이지가 없어지고 해체된 것으로 보인다.

## 역사
서울 양천 FC의 전신인 FC 성은은, 서울 성은교회 신자들로 구성되어 1995년에 창단한 아마추어 축구클럽이다. 지난 2000년부터 선교팀을 벗어나 연예인들과 각종 스포츠 선수와 프로, 실업, 대학 그리고 현역 축구선수들로 재구성되어 움직이기 시작했다.
2009년, FC 성은은 K3리그 참가 의지를 보였다. 참가 의지를 밝힌 당시에, FC 성은에는 연예인 이휘재가 선수로 뛰고 있어 큰 주목을 받았다. 이후 FC 성은은 서울 양천 FC로 팀을 개명하고 2009년 8월 27일 목동 종합 운동장에서 서울 유나이티드를 상대로 발족기념 친선경기를 가졌다. 경기는 5대5로 끝났다.
2009년 10월, 정식적으로 K3리그 참가 신청서를 제출하였고, 11월 20일에 최종 선수선발을 마쳤으며 12월 4일 오후 2시에 양천구청 청사 내 대강당에서 창단식을 열었다. 그러나 재정문제로 인해 K3리그 2010 참가가 불발되면서 2011 시즌에 참가하는 것에 기대를 걸고있다.

## 수상경력
- 제3회 미라클배 축구대회 우승

- 제2회 일출배 축구대회 우승

- 제1회 월간 프리킥배 아마추어 축구대회 준우승

## 같이 보기
- 서울특별시의 축구
- 챌린저스리그

## 참고 기사
1. ↑  (단독)이휘재 "축구 행복감 포기할 수 없다"… 내년 K3 도전 (스포츠서울 2009년7월21일자)
2. ↑  이휘재 소속 서울시티즌, 서울유나이티드와 친선전 (뉴시스 2009년 8월 19일자)
3. ↑  K3축구 양천FC, 4일 창단식..사령탑에 김강남 (연합뉴스 2009년12월1일자)
4. ↑  (포토)서울양천FC 창단식 (스포츠조선 2009년12월4일자)